# 乔治林二世
乔治林二世（英語：Joscelin II，？—1159年）是第四任也是埃德萨伯国最后一任拥有实际统治权的埃德萨伯爵。

## 生平
在1124年，乔治林一世为了赎回前任埃德萨伯爵、现任耶路撒冷国王的鲍德温二世，他把他的儿子，后来的乔治林二世作为赎金送去。 到了1131年，乔治林一世在和达尼什曼德王朝的战争中重伤，他把伯爵爵位传给了乔治林二世。乔治林二世在得知这个消息的时候误以为他的父亲已经战死，因此拒绝率领势力弱小的埃德萨军队继续抗争达尼什曼德军。而达尼什曼德的苏丹加齐二世因乔治林二世撤军也有了错误理解，他也放弃了进一步的进击。

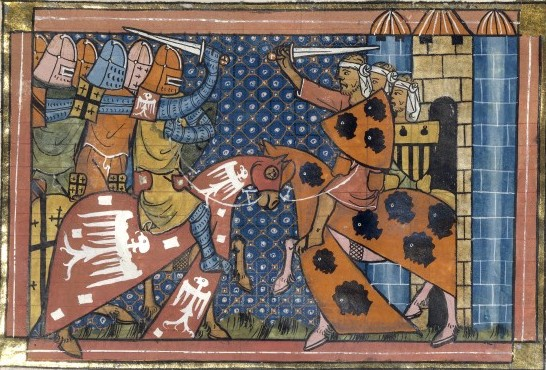
埃德萨围城战

在乔治林二世在位期间，埃德萨伯国是十字军国家中最为弱小并孤立的。1138年，在拜占庭帝国皇帝约翰二世的带领下，埃德萨伯国加入了联军，与赞吉王朝爆发了西扎之战。在此战中，约翰二世转移了攻击目标，这使得联军中大部分领主的利益无法得到满足，埃德萨伯国也依旧暴露在赞吉王朝的直接威胁下。因此在回军安条克城后，乔治林二世联合安条克公爵试图撩拨当地社区的情绪，引起针对约翰二世的暴动，他们想要借此迫使约翰二世撤出安条克公国。
1143年，约翰二世去世，他想要把安条克公国和埃德萨伯国纳入拜占庭帝国直接统治的计划落空了，这也使得埃德萨伯国失去了拜占庭帝国的援助。于是在1144年秋天，乔治林二世联合了阿尔图格王朝的卡拉·阿斯兰试图击败赞吉王朝。然而赞吉率军绕开了联军主力，直接拿下了防御薄弱的埃德萨城。 乔治林二世不得不撤回托贝索，稳固埃德萨伯国控制的幼发拉底河西部地区。

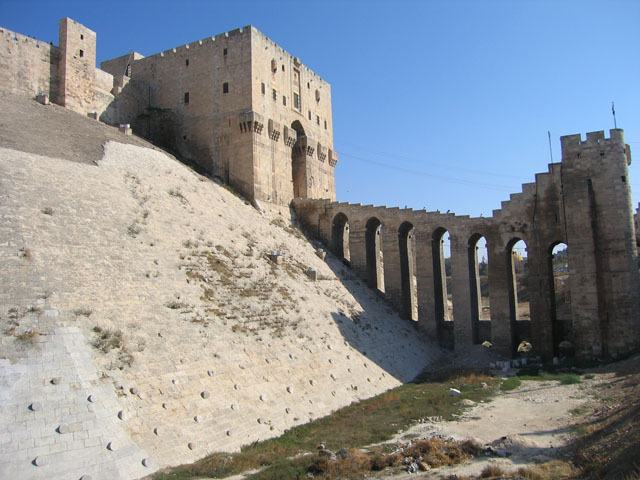
关押乔治林二世的阿勒颇城堡

1146年10月，在亚兰克什刺杀了赞吉后，乔治林二世率军收复了埃德萨城。由于没有其他十字军国家的帮助，赞吉王朝在一个月后就再此夺走了埃德萨城，赞吉的儿子努尔丁非常迅速的击溃了乔治林二世的军队。因此在埃德萨城陷落之时，十字军开始了第二次东征。1150年，乔治林二世为参与十字军东征路过安条克公国时，努尔丁的军队成功俘获了乔治林二世本人。 乔治林二世被解送到了赞吉王朝的首都阿勒颇，并在阿勒颇城堡的地下牢狱中度过了他人生最后的九年。

## 家庭
乔治林二世的夫人名为碧翠丝，他们有过两个女儿及一个儿子：
- 考特尼的艾格尼丝：乔治林二世的大女儿，她最初嫁给了耶路撒冷国王阿马尔里克一世，她在离婚后成为贾法的领主，她的儿子鲍德温四世、西比拉及孙子鲍德温五世都是耶路撒冷的顺位继承人。

- 乔治林三世：乔治林二世的儿子，继承了埃德萨伯爵封号，对埃德萨地区并无实际统治权。[4]

- 考特尼的伊莎贝拉：乔治林二世的小女儿，无具体记载。

### 脚注
1. ↑  Nicholson 1969，第423頁.
2. ↑  Nicholson 1969，第517頁.
3. ↑  Nicholson 1969，第533頁.
4. ↑  Phillips 2008，第208–210頁.